# Dahi Handi

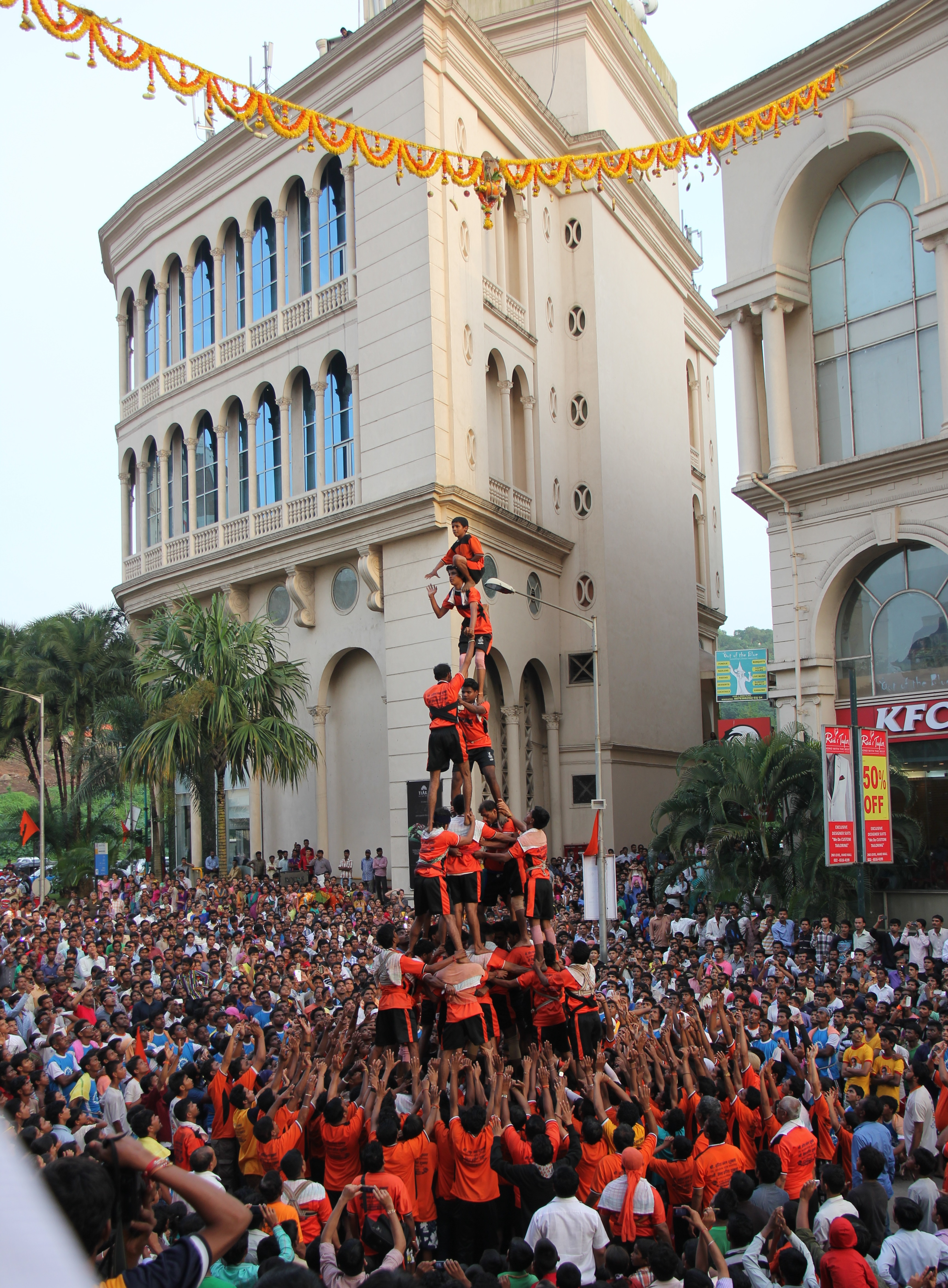
Govindas formando una torre humana durante el Dahi Handi, en Hiranandani, Bombay.

Dahi Handi es un evento festivo y deportivo que se celebra en India, especialmente en el estado de Maharashtra, coincidiendo con el festival religioso hindú Gokulashtami o Janmashtami.
El objetivo de la actividad es alcanzar y romper un bote, a modo de piñata, denominado handi, que se rellena de leche, yogur o mantequilla, y se cuelga a gran altura. Los participantes, denominados govindas, se agrupan en equipos, llamados govinda pathak, que construyen torres humanas con el objetivo de alcanzar el handi y verter su contenido.

## Historia
Una Leyenda de antaño cuenta que un muy joven Krishna era travieso robándose los tarros de yogur y mantequilla para comer hasta dejarlos limpios, siendo el motivo de los humanos de dejar colgados los tarros en lugares altos con el propósito de evitar que los alcanzara, pero el pequeño dios era ingenioso y creativo logrando obtener los tarros una y otra vez, donde hasta en la actualidad se convirtió en la tradición de hacer torres humanas con el objetivo de alcanzar el handi.